# Nomada rostrata
Nomada rostrata är en biart som beskrevs av Herrich-Schäffer 1839. Nomada rostrata ingår i släktet gökbin, och familjen långtungebin. Inga underarter finns listade i Catalogue of Life.